# Hyundai Inster
La Hyundai Inster est un crossover urbain électrique du constructeur automobile sud-coréen Hyundai produit à partir de 2024 pour le marché européen.

## Présentation
La Hyundai Inster est présentée le 27 juin 2024 au salon automobile de Busan,.

### Inster Cross
Le constructeur présente la version baroudeur Inster Cross en octobre 2024, équipée de nouveaux boucliers, de barres de toit et de protections noires.

## Caractéristiques techniques
L'Inster est basée sur la Hyundai Casper, et sa plateforme technique K1, produite et commercialisée en Asie.
Le crossover mesure 3,825 m de longueur et n'est disponible qu'en 4 places assises: les 2 sièges arrière indépendants sont coulissants.
Une version 5 Places éligible au Bonus en France sera disponible vers le mois de Juillet 2025.
La banquette arrière perd son option "coulissante", le reste de la voiture reste identique.

### Motorisations
La Hyundai Inster est disponible en deux motorisations : moteur électrique de 71 kW (97 ch) et 147 N m de couple alimenté par une batterie d'une capacité de 42 kWh, ou 84 kW (115 ch) et toujours 147 N m de couple avec une batterie de 49 kWh. Dans les deux cas, l'Inster est équipée de série d’un chargeur embarqué de 11 kW et dotée de la fonctionnalité de recharge bi-directionnelle V2L (« Vehicle-to-Load ») permettant de brancher des appareils électriques extérieurs en 230 Volts.
| Logo de Hyundai Motor                     | Hyundai Inster                 | Hyundai Inster                                        |
| Logo de Hyundai Motor                     | 42 kWh                         | 49 kWh                                                |
| ----------------------------------------- | ------------------------------ | ----------------------------------------------------- |
| Type de moteur                            | Synchrone à aimants permanents | Synchrone à aimants permanents                        |
| Puissance moteur (ch) [kW]                | 97 (71)                        | 115 (84)                                              |
| Couple maximal (N m)                      | 147                            | 147                                                   |
| Transmission                              | Traction                       | Traction                                              |
| Vitesse maximale (km/h)                   | 140                            | 150                                                   |
| 0-100 km/h (s)                            | 11,7                           | 10,6                                                  |
| Masse à vide (kg)                         | 1380                           | 1410 Inster Cross: 1358                               |
| Consommation en cycle mixte (kWh/100 km)  | 14,3 kWh                       | 14,9 kWh ( Jantes 15 pouces) 15,1 ( Jantes 17 pouces) |
| Consommation en ville (kWh/100 km)        |                                |                                                       |
| Batterie                                  |                                |                                                       |
| Type                                      | Lithium-ion NMC                | Lithium-ion NMC                                       |
| Capacité brute (kWh)                      | 42                             | 49                                                    |
| Capacité utile (kWh)                      | 39                             | 46                                                    |
| Tension (Volts)                           | 266                            | 310                                                   |
| Autonomie (WLTP) (km)                     | 327                            | 370                                                   |
| Masse de la batterie (kg)                 |                                |                                                       |
| Puissance de charge                       |                                |                                                       |
| en courant alternatif monophasé (AC) (kW) | 7,4                            | 7,4                                                   |
| en courant alternatif triphasé (AC) (kW)  | 11                             | 11                                                    |
| en courant continu (DC) (kW)              | 120                            | 120                                                   |
| Temps de recharge                         |                                |                                                       |
| sur une prise Wallbox 3,7 kW (0 à 100 %)  | 17h00 de 10 à 100 %            | 19h30 de 10 à 100 %                                   |
| sur une borne 11 kW (0 à 100 %)           | 4h00 de 10 à 100%              | 4h00 de 10 à 100%                                     |
| sur une borne 120 kW (DC) (10 à 80 %)     | 30 minutes                     | 30 minutes                                            |

## Finitions
- Inster[10],[9] :
  - caméra de recul
  - climatisation automatique avec fonction « conducteur seul »
  - écran central tactile de 10,25"
  - feux de route intelligents
  - jantes en acier de 15" avec enjoliveurs
  - lève-vitres électriques avant et arrière
  - planificateur d’itinéraire
  - radar de recul
  - reconnaissance des panneaux
  - régulateur de vitesse adaptatif
  - réplication de smartphone
  - rétroviseurs rabattables électriquement
  - système audio à 4 haut-parleurs
  - système de navigation
  - tableau de bord numérique de 10,25"

- Intuitive (Inster +) :
  - barres de toit longitudinales
  - calandre pixel
  - chargeur de smartphone à induction
  - essuie-glaces automatiques
  - feux arrière à LED
  - jantes en alliage de 15"
  - plancher de coffre modulable
  - port USB-C arrière
  - siège passager avant rabattable
  - sièges arrière coulissants et inclinables
  - système audio à 6 haut-parleurs
  - radar de stationnement avant
  - vitres arrière surteintées

- Creative (Intuitive +) :
  - éclairage d’ambiance
  - jantes en alliage de 17"
  - lève-vitres avant séquentiels
  - projecteurs à LED